# Təzəkənd (Zərdab)
Təzəkənd è un comune dell'Azerbaigian situato nel distretto di Zərdab. Conta una popolazione di 1 131 abitanti.